# American Pharoah

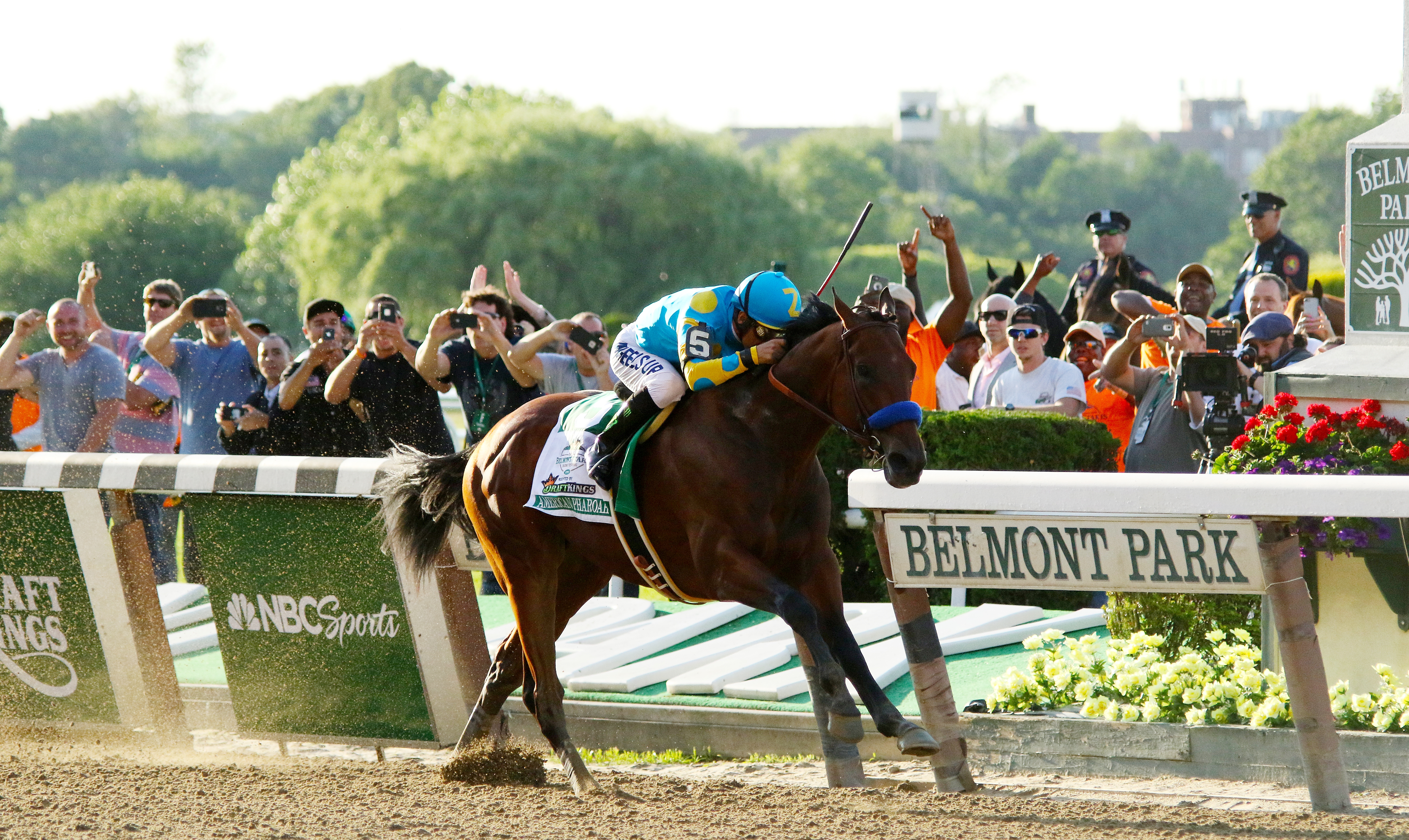
American Pharoah wygrywający Belmont Stakes 2015.

American Pharoah (ur. 2 lutego 2012) – amerykański koń wyścigowy pełnej krwi angielskiej, ogier. Zasłynął ze zdobycia Potrójnej Korony w 2015 roku. Tym samym został pierwszym koniem od 37 lat, któremu się to udało.

## Życiorys

### Narodziny i wczesne życie
American Pharoah urodził się 2 lutego 2012 roku w Lexington w stanie Kentucky. Wyhodował go Ahmed Zayat, właściciel Zayat Stables, LLC. Ogier pochodzi z drugiego rocznika źrebiąt po Pioneerof The Nile – zdobywcy drugiego miejsca w Kentucky Derby w 2009 roku. Jego matką jest Littleprincessemma, która, pomimo braku sukcesów na torze, może pochwalić się dobrym rodowodem. 
W styczniu 2013 trafił do Taylor Made Farm, gdzie miał zostać przygotowany do sprzedaży. W sierpniu został wysłany na aukcję roczniaków Fasig-Tipton w Saratodze. Kilka tygodni przed uderzył się w nogę i miał na niej widocznego guzka, co mogło zniechęcić potencjalnych kupców. Ahmed Zayat odkupił własnego konia za 300 tys. dolarów, gdyż uważał, że nie sprzeda obiecującego roczniaka za mniej niż milion. Jego imię zostało zainspirowane ojcem oraz dziadkiem ze strony matki, a także egipsko-amerykańskim pochodzeniem właściciela. Oryginalnie miało ono brzmieć "American Pharaoh", jednak w drugim członie dwie litery zostały przestawione. Nie wiadomo dokładnie, skąd wziął się ten błąd.

### Sezon 2014
Trenerem konia został Bob Baffert, który od razu dostrzegł w nim potencjał. Zauważył też, że jest niezwykle spokojny i przyjazny, co rzadko się zdarza wśród innych ogierów w jego wieku. Dwulatek zadebiutował 9 sierpnia 2014 roku w gonitwie MSW na torze Del Mar Racetrack. Był faworytem gonitwy, jednak dobiegł dopiero piąty. Jego następny start odbył się niecały miesiąc później. Pomimo jego porażki w poprzednim wyścigu, trener rzucił go na głęboką wodę. Wystartował w gonitwie grupy I – Del Mar Futurity. Wtedy po raz pierwszy dosiadł go Victor Espinoza, który potem został jego regularnym dżokejem. American Pharoah poprowadził stawkę od samego początku i odniósł łatwe zwycięstwo. Trzy tygodnie później wygrał kolejną ważną gonitwę – FrontRunner Stakes na torze Santa Anita Park. Został faworytem do Breeders' Cup Juvenile, ale musiał zostać wycofany z gonitwy po tym, jak na treningu doznał urazu, w wyniku którego na jego lewym przednim kopycie powstał siniak. Jego kowal opracował dla niego specjalną podkowę. Minimalnie zmieniał ją w zależności od nawierzchni, na której biegał koń, ale koncepcja pozostawała ta sama. Dzięki temu koń uniknął kolejnych urazów tego samego kopyta.
Za jego osiągnięcia w roku 2014, zdobył Nagrodę Eclipse dla najlepszego dwuletniego ogiera.

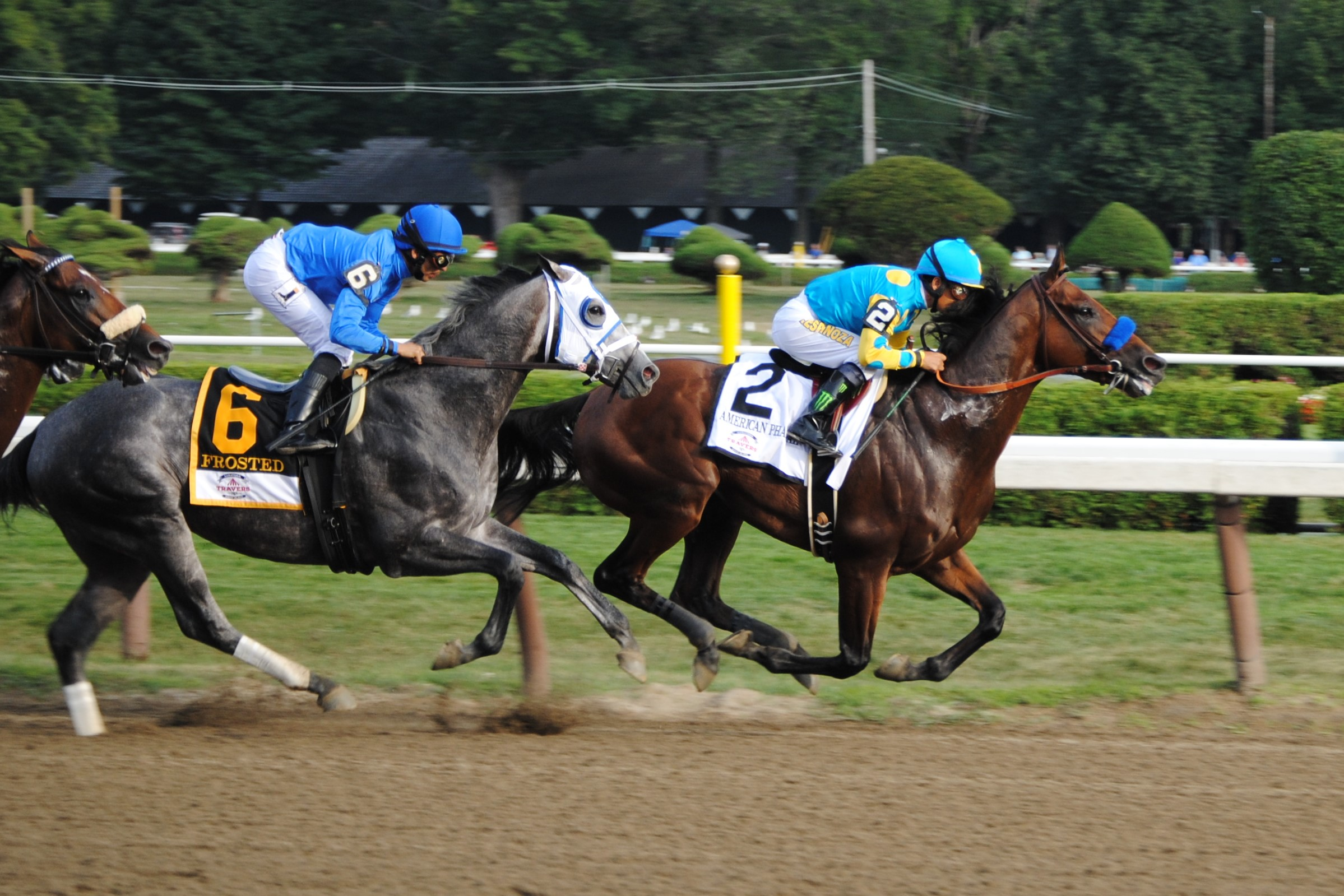
American Pharoah i Frosted. Travers Stakes 2015.

### Sezon 2015
Swoją kampanię jako trzylatek rozpoczął od zwycięstwa w Rebel Stakes na Oaklawn Park. Miesiąc później wygrał Arkansas Derby, dzięki czemu stał się faworytem do Kentucky Derby.
2 maja odniósł zwycięstwo w Kentucky Derby. Pokonał wiele dobrych trzylatków, takich jak Dortmund, Materiality, Carpe Diem, Mubtaahij czy Frosted. Dwa tygodnie później pobiegł w drugim członie Triple Crown, Preakness Stakes. Tego dnia pogoda była paskudna, a warunki na torze bardzo złe. Padał deszcz, a nawierzchnia zmieniła się w błoto. Pomimo tego, American Pharoah wygrał bez problemu. Ostatnim wyścigiem Potrójnej Korony było Belmont Stakes na dystansie 2,4 kilometra. Od samego początku wysunął się na prowadzenie i wygrał z łatwością. Został pierwszym zwycięzcą Triple Crown od 37 lat (poprzedni był Affirmed w 1978 roku). Jego następny start odbył się dopiero dwa miesiące później, kiedy zwyciężył Haskell Invitational. 29 sierpnia niespodziewanie przegrał Travers Stakes, dobiegając drugi za koniem Keen Ice. Tor, na którym odbywa się ta gonitwa – Saratoga Racecourse, jest nazywany "Cmentarzem Czempionów". Przegrały tam takie sławy jak Secretariat, Man o'War czy Affirmed oraz wielu innych czempionów. Ostatnim wyścigiem American Pharoah'a było Breeders' Cup Classic. Zdeklasował rywali, wygrywając o 6 1⁄2 długości. Tym samym jako pierwszy koń w historii zdobył tzw. Grand Slam, czyli wygranie Kentucky Derby, Preakness Stakes, Belmont Stakes i Breeders' Cup Classic. Nikt inny nie dokonał tego wcześniej z prostej przyczyny – kiedy ostatni trójkoronowany, Affirmed, jeszcze się ścigał, Breeders' Cup nie istniało.

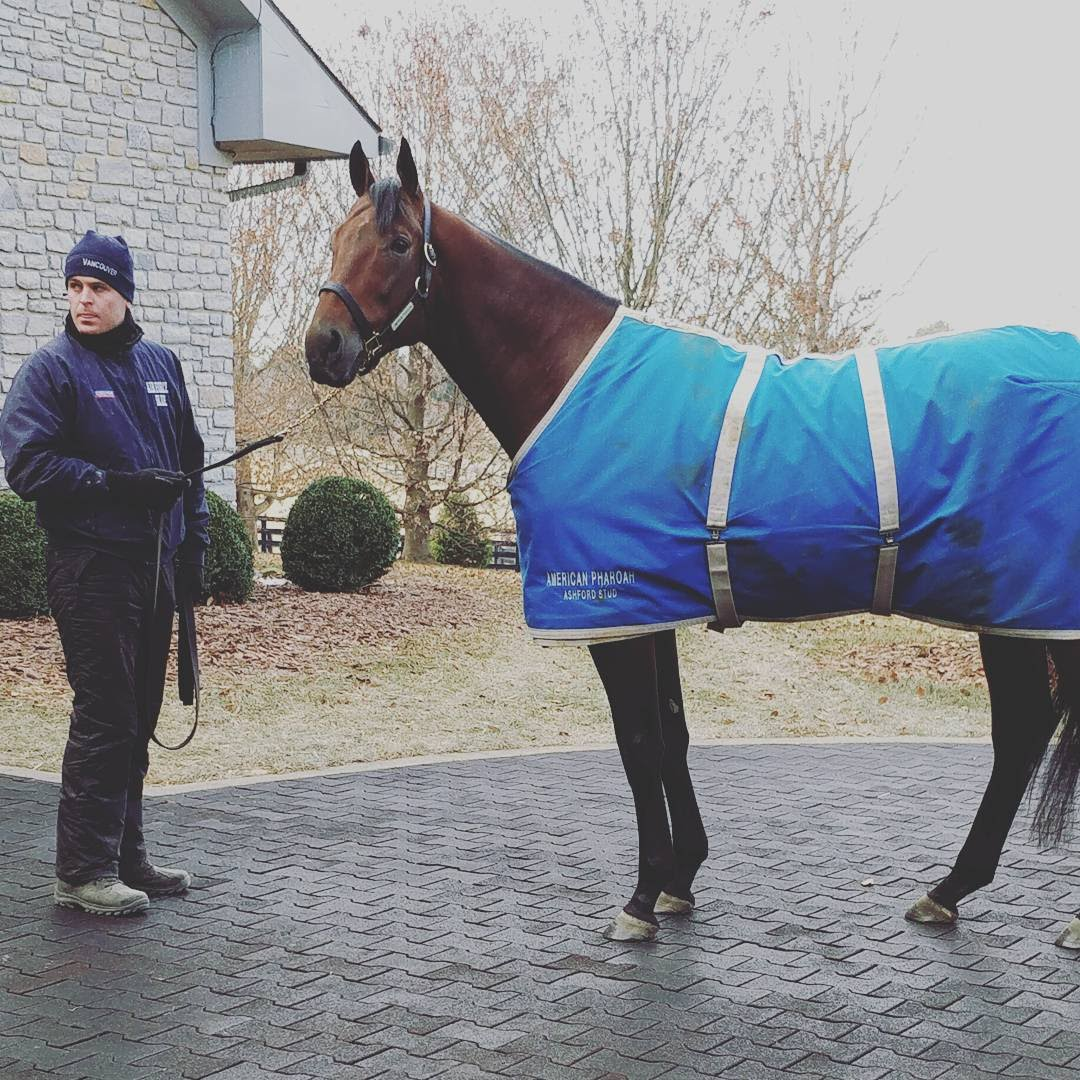
American Pharoah w Ashford Stud.

Za swoje osiągnięcia American Pharoah został ogłoszony Koniem Roku 2015 oraz zdobył Nagrodę Eclipse dla najlepszego trzyletniego ogiera. Ostatecznie zakończył karierę z 9 zwycięstwami na 11 startów i zarobkami wynoszącymi $8,650,300.

### Emerytura
Po zakończeniu kariery trafił do Ashford Stud. W lutym 2016 rozpoczął karierę reproduktora, a jego pierwsze źrebię przyszło na świat 3 stycznia 2017 roku. Pierwszy rocznik jego źrebiąt rozpocznie karierę wyścigową w 2019 roku.